# Battaglia di Höchstädt (1800)
La battaglia di Höchstädt del 1800 fu uno scontro militare avvenuto il 19 giugno 1800 vicino Höchstädt, a nord del fiume Danubio nell'ambito della guerra della seconda coalizione. In questo scontro le truppe francesi comandate dal generale Moreau sconfissero quelle austriache del barone Pál Kray. In conseguenza dello scontro gli austriaci furono costretti ad abbandonare le loro posizioni e a tornare indietro rifugiandosi nella fortezza di Ulma.